# Большое Фролово (Татарстан)
Большое Фролово (тат. Зур Фролово) — село в Буинском районе Республики Татарстан России. Административный центр Большефроловского сельского поселения.

## География
Село находится в юго-западной части Татарстана, в зоне хвойно-широколиственных лесов, в пределах восточной окраины Приволжской возвышенности, на правом берегу реки Черки, на расстоянии примерно 7 километров (по прямой) к северо-востоку от города Буинска, административного центра района. Абсолютная высота — 147 метров над уровнем моря.

### Климат
Климат характеризуются как умеренно континентальный, с умеренно холодной продолжительной зимой и тёплым летом. Среднегодовая температура воздуха составляет 3,9 °С. Средняя температура воздуха самого холодного месяца (января) — −11,1 °C (абсолютный минимум — −48 °C); самого тёплого месяца (июля) — 19,3 °C (абсолютный максимум — 39 °C). Безморозный период длится 125—130 дней. Среднегодовое количество атмосферных осадков составляет 483,1 мм, из которых около 345 мм выпадает в период с апреля по октябрь.

### Часовой пояс
Село Большое Фролово, как и весь Татарстан, находится в часовой зоне МСК (московское время). Смещение применяемого времени относительно UTC составляет +3:00.

## История
Основано в 1679 году. В различных дореволюционных источниках упоминается также как Николаевское, Фролов Ясак, Никольское Ясачное. В XVIII — 1-й половине XIX вв. жители относились к категории государственных крестьян. По сведениям 1870 года в селе имелось 10 ветряных мельниц и 2 крупообдирки. В начале XX века действовали: волостное правление, Казанско-Богородицкая церковь (построена в 1780-х годах; памятник архитектуры), земское училище, церковно-приходская школа, кредитное товарищество, кузницы, три красильных заведения, казённая винная лавка.

## Население
Население села Большое Фролово в 2011 году составляло 389 человек.
| 1782 | 1859 | 1897 | 1908 | 1920 | 1926 | 1949 | 1958 | 1970 | 1979 | 1989 | 2000 | 2002 | 2011 |
| ---- | ---- | ---- | ---- | ---- | ---- | ---- | ---- | ---- | ---- | ---- | ---- | ---- | ---- |
| 460  | 1764 | 2571 | 2836 | 2794 | 2940 | 1139 | 1007 | 1108 | 981  | 566  | 473  | 441  | 389  |

### Национальный состав
Согласно результатам переписи 2002 года, в национальной структуре населения русские составляли 90 %.